# Breil (Maine-et-Loire)
Breil település Franciaországban, Maine-et-Loire megyében. Lakosainak száma 253 fő (2018. január 1.). Breil Channay-sur-Lathan, Rillé, Meigné-le-Vicomte, Méon, Noyant, Parçay-les-Pins és La Pellerine községekkel határos.

## Népesség
A település népességének változása:
| Lakosok száma | 459  | 414  | 308  | 289  | 309  | 280  | 277  | 264  | 256  | 253  |
|               | 1968 | 1975 | 1982 | 1990 | 1999 | 2011 | 2013 | 2015 | 2017 | 2018 |